# Aleiodes ductor
Aleiodes ductor är en stekelart som först beskrevs av Carl Peter Thunberg 1822.  Aleiodes ductor ingår i släktet Aleiodes och familjen bracksteklar. Arten är reproducerande i Sverige. Utöver nominatformen finns också underarten A. d. bicolor.